# 蜉蝣 -かげろう-
「蜉蝣 -かげろう-」（かげろう）は、日本のロックバンド、BUCK-TICKの24枚目のシングルである。2006年8月2日発売。発売元はBMG JAPAN。

## 概要
- 通常盤と初回生産限定盤、xxxHOLiC Special Editionの3種リリース。初回生産限定盤には「蜉蝣 -かげろう-」のPVを収録したDVD付き。xxxHOLiC Special EditionはプロダクションI.Gによる描き下ろしアニメジャケット仕様。
- 「幻想の花」以来3作ぶりに、表題曲がオリジナル・アルバムに収録されていない。
- PV監督は高田弘隆。

## 収録曲
1. 蜉蝣 -かげろう- (4:53)
  - 作詞：櫻井敦司、作曲：今井寿、編曲：BUCK-TICK

アニメ『XXXHOLiC』エンディングテーマ
2. 空蝉 -ウツセミ- (4:26)
  - 作詞：櫻井敦司、作曲：星野英彦、編曲：BUCK-TICK

## 収録アルバム
- 『TVアニメーション『xxxHOLIC』サウンドファイル』(#1) (TV Version)
- 『CATALOGUE ARIOLA 00-10』(#1)